# Mar's Wark

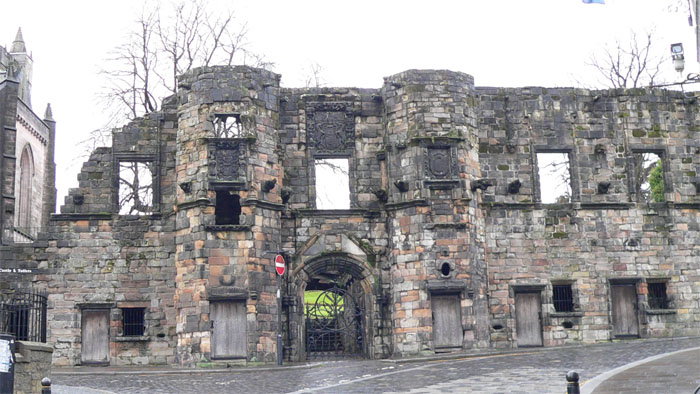
Mar's Wark in Stirling

Mar's Wark is de zestiende-eeuwse stadsresidentie in Stirling (Schotland) van John Erskine, graaf van Mar, erfelijk slotvoogd van Stirling Castle. Wark is Schots voor gebouw.

## Geschiedenis
John Erskine, de graaf van Mar was voogd over de jonge Jacobus VI van Schotland alvorens Maria I van Schotland afstand deed van de troon in 1567 en was regent van Schotland van 1571 tot zijn dood in 1572.
Mar's Wark was zijn residentie in de stad Stirling, gelegen aan Broad Street, de weg leidende naar Stirling Castle. Het huis ligt naast de parochiekerk de Church of the Holy Rude.
De familie Erkine had hun voornaamste residentie in Alloa. Gezien Johns functie als slotvoogd van Stirling Castle was een residentie vlak bij het kasteel praktischer. De bouw van Mar's Wark begon rond 1570.
De Erskines gebruikten Mar's Wark steeds minder na de dood van John Erskine, de eerste Erskine die graaf van Mar was.
De elfde graaf van Mar steunde de Jacobieten en ten gevolge van de mislukte opstand in 1715 werd Mar's Wark omgebouwd naar barakken.
In 1733 stelde het stadsbestuur van Stirling aan de familie voor Mar's Wark te veranderen in een werkhuis; dit lukte echter niet. Tijdens de opstand van 1745-1746 werd het gebouw beschadigd door kanonvuur en verviel tot een ruïne. In 1907 kwam het gebouw in staatsbeheer.

## Bouw
Het huis heeft een renaissance façade, die oorspronkelijk 35 meter lang was. Het origineel plan was om vier zijden te bouwen om een centrale binnenplaats, maar enkel de voorzijde met zijn centrale poort is afgebouwd voordat de graaf stierf. De poort wordt als weerszijden geflankeerd door een semi-octogonale toren, elk met een deur en een pistoolgat.
De façade was versierd met pilasters, heraldische voorstellingen inclusief een lichaam gewikkeld in een lijkdoek, waterspuwers et cetera.
Op de eerste verdieping bevond zich een grote receptiehal. De westmuur ontbreekt vrijwel helemaal.

## Beheer
Mar's Wark wordt sinds 1907 beheerd door Historic Scotland.